# Morton-Neuralgie
Die Morton-Neuralgie, auch Morton-Metatarsalgie, Morton-Syndrom oder Morton-Neurom genannt, ist eine schmerzhafte Erkrankung im Bereich der Füße, ausgehend von einer Kompression (neural entrapment) der Plantarnerven (Nervi plantares des Nervus tibialis) zwischen den Köpfchen der Mittelfußknochen. Als Folge davon kann es zu einer reaktiven Wucherung des die Nerven umgebenden Bindegewebes kommen (perineurale Fibrose), das zunächst die Nerven von den Knochen abfedert, also als Puffer wirkt, auf Dauer jedoch zusätzlich weiter einklemmen kann.
Sie tritt meist zwischen den Mittelfußknochen III und IV im dritten Zehenzwischenraum, seltener zwischen II und III auf. In bis zu 16 % der Fälle finden sich auch multiple Morton-Neuralgien am selben Fuß.

## Geschichte
Die erste Beschreibung eines Neuroms im Intermetatarsalraum erfolgte 1835 durch den Italiener Filippo Civinini, während die erste Beschreibung der Symptomatik auf Durlacher 1845 zurückgeht. Der Namensgeber T. G. Morton beschrieb erst 1876 eine Metatarsalgie, die er aber dem vierten Zehengrundgelenk zuordnete.

## Anatomie und Pathologie

Histopathologie. Operationspräparat eines fibrosierten Nervs bei Morton-Neuralgie. Bindegewebsfärbung. Vergrößerung 20x

Anfangs wurde oftmals eine Bindegewebsverdickung um den betroffenen Nerv im Sinne einer Fibrosierung oder perineuralen Fibrose beschrieben, ebenso gibt es Studien, die eine begleitende Demyelinisierung und endoneurale Fibrose, auch eine Verdickung und Auftreibung des Nervs aufzeigten. Andere Studien jedoch konnten keinen Unterschied zu asymptomatischen Nerven aufweisen. Ebenso wurden ischämische Veränderungen beschrieben, konnten jedoch ebenfalls nicht bestätigt werden. Da keine konsistente pathologische Veränderung bei einer Morton-Neuralgie vorliegt, wird empfohlen, den Begriff „Morton-Neurom“ zu vermeiden.
Allgemein gilt hingegen eine mechanische Einengung im Sinne eines Nervenkompressionssyndroms des interdigitalen Nervenastes als Ursache. Die Engstelle und gelegentliche Verdickung des Nerven liegt in der Regel distal und plantar des Ligamentum intermetatarsale profundum nahe den langen Zehenbeugesehnen.
Während die interdigitalen Nerven des ersten und zweiten Zehenzwischenraumes Äste des Nervus plantaris medialis sind und der interdigitale Nerv des vierten Zehenzwischenraumes dem Nervus plantaris lateralis entspringt, vereinigen sich Äste beider Plantarnerven zum Interdigitalnerven im dritten Zehenzwischenraum, der damit potenziell größer und vulnerabler ist.

## Ursachen
Zwischen den Köpfchen der Mittelfußknochen laufen kleine Nervenenden. Wenn sie ständig gereizt werden, kann sich ein Nervenknoten bilden, der Schmerzen und Taubheitsgefühle verursacht. Das Neurom ist somit eine Reaktion der Plantarnerven auf chronisch-mechanische Reizung z. B. beim Spreizfuß und/oder durch ständiges Tragen von zu engen Schuhen oder High Heels. Histologisch findet sich oft eine Fibrosierung im Bereich des Nervs bei chronischer Ischämie.

## Symptome
Sensibilitätsstörungen im Zehenballenbereich des Vorderfußes. Die Patienten verspüren zunächst eine Art pelziges Gefühl, das später mit einschießenden heftigen Schmerzen einhergehen kann.

## Diagnose
Kompression des Vorfußes von beiden Seiten, löst Schmerzen aus (Mulder-Zeichen).
Die klinische Diagnose wird vor etwaiger Operation mit Ultraschall oder Magnetresonanztomographie bestätigt. Die Größe des Morton-Neuroms ist wichtig. Morton-Neurome mit einem Querdurchmesser kleiner als 5 mm werden oft (ca. 30 %) auch bei asymptomatischen Personen gefunden. Häufig wird im Ultraschall oder in der Magnetresonanztomographie ein zusätzliches oder ein anders lokalisiertes Morton-Neurom (anstatt zwischen der zweiten und dritten Zehe zwischen der dritten und vierten Zehe oder umgekehrt) gefunden. Deshalb wird nach solchen Untersuchungen das Vorgehen der Chirurgen entscheidend beeinflusst.

## Therapie
- Spreizfußbehandlung
- Lokalanästhesie lindert den Schmerz sofort, hält jedoch nicht lange an.
- Einlage mit spezieller Entlastung für den betroffenen Intermetatarsalraum
- bei Beschwerdepersistenz operative Entfernung des Neuroms von plantar oder dorsal